# Cyaniris lewari
Cyaniris lewari är en fjärilsart som beskrevs av Ribbe 1926. Cyaniris lewari ingår i släktet Cyaniris och familjen juvelvingar. Inga underarter finns listade i Catalogue of Life.